# Troika (attractie)
Een Troika is een attractie die voornamelijk in pretparken te vinden is. Het ontwerp stamt uit de jaren zeventig en is ontworpen door het Duitse bedrijf HUSS Park Attractions.
De Troika is een snel draaiende carrousel met, zoals de naam al impliceert, drie armen. Rond elk uiteinde van de arm zijn in een kring 7 kleine karretjes bevestigd die ook weer in een kleinere cirkel in tegenovergestelde richting ronddraaien. Gedurende de rit gaan de armen ook nog eens hydraulisch omhoog en aan het eind weer omlaag. Door deze verschillende bewegingen door elkaar (spin 'n puke) wordt het oriëntatievermogen van de inzittenden geprikkeld. De attractie vertoont gelijkenissen met de polyp, die echter altijd vijf of meer armen heeft.
In elke kar kunnen 2 personen plaatsnemen. Dit brengt de capaciteit van de Troika op 42 personen. Er is een kleinere variant van de Troika bekend, de AirBoat, waar maximaal 24 mensen in kunnen.

## Troika nu
Na redelijk populair te zijn geweest in de jaren tachtig, is de Troika op zijn retour. Waarschijnlijk is de intensiteit van de rit voorbijgestreefd door snellere en heftigere attracties, zoals de verwante Enterprise.

## Vindplaats
Troika's komen in pretparken over de gehele wereld voor:
| Naam van de attractie | Park                    | Land                | Jaar van opening | Status                               |
| --------------------- | ----------------------- | ------------------- | ---------------- | ------------------------------------ |
| Tomahawk              | Attractiepark Slagharen | Nederland           | 1977             |                                      |
| Goldcurse             | Familiepark Drievliet   | Nederland           | /                |                                      |
| Tumblebug             | Luna Park Sydney        | Australië           | /                |                                      |
| Aigle Noir            | OK Corral               | Frankrijk           | /                |                                      |
| Troika                | Särkänniemi             | Finland             | 1975             |                                      |
| Triple Play           | Six Flags Great America | Verenigde Staten    | 1976             |                                      |
| Troika                | Bobbejaanland           | België              | 1982             | niet meer actief, afgebroken in 2005 |
| Troika                | Cedar Point             | Verenigde Staten    | 1996             |                                      |
| Wellenreiter          | Hansa-Park              | Duitsland           | /                |                                      |
| Crows Nest            | Loudoun Castle          | Verenigd Koninkrijk | /                |                                      |